# Grignon (Côte-d’Or)
Grignon ist eine französische Gemeinde mit 191 Einwohnern (Stand: 1. Januar 2022) im Département Côte-d’Or in der Region Bourgogne-Franche-Comté. Sie gehört zum Arrondissement Montbard und zum gleichnamigen Kanton Montbard. 
Nachbargemeinden sind Montigny-Montfort im Nordwesten, Benoisey im Norden, Seigny im Nordosten, Ménétreux-le-Pitois im Osten, Venarey-les-Laumes im Südosten, Massingy-lès-Semur im Süden, Lantilly im Südwesten und Champ-d’Oiseau im Westen.

## Bevölkerungsentwicklung
| Jahr      | 1962 | 1968 | 1975 | 1982 | 1990 | 1999 | 2008 | 2018 |
| --------- | ---- | ---- | ---- | ---- | ---- | ---- | ---- | ---- |
| Einwohner | 358  | 334  | 281  | 267  | 244  | 246  | 219  | 206  |

Quellen: Cassini und INSEE

## Sehenswürdigkeiten

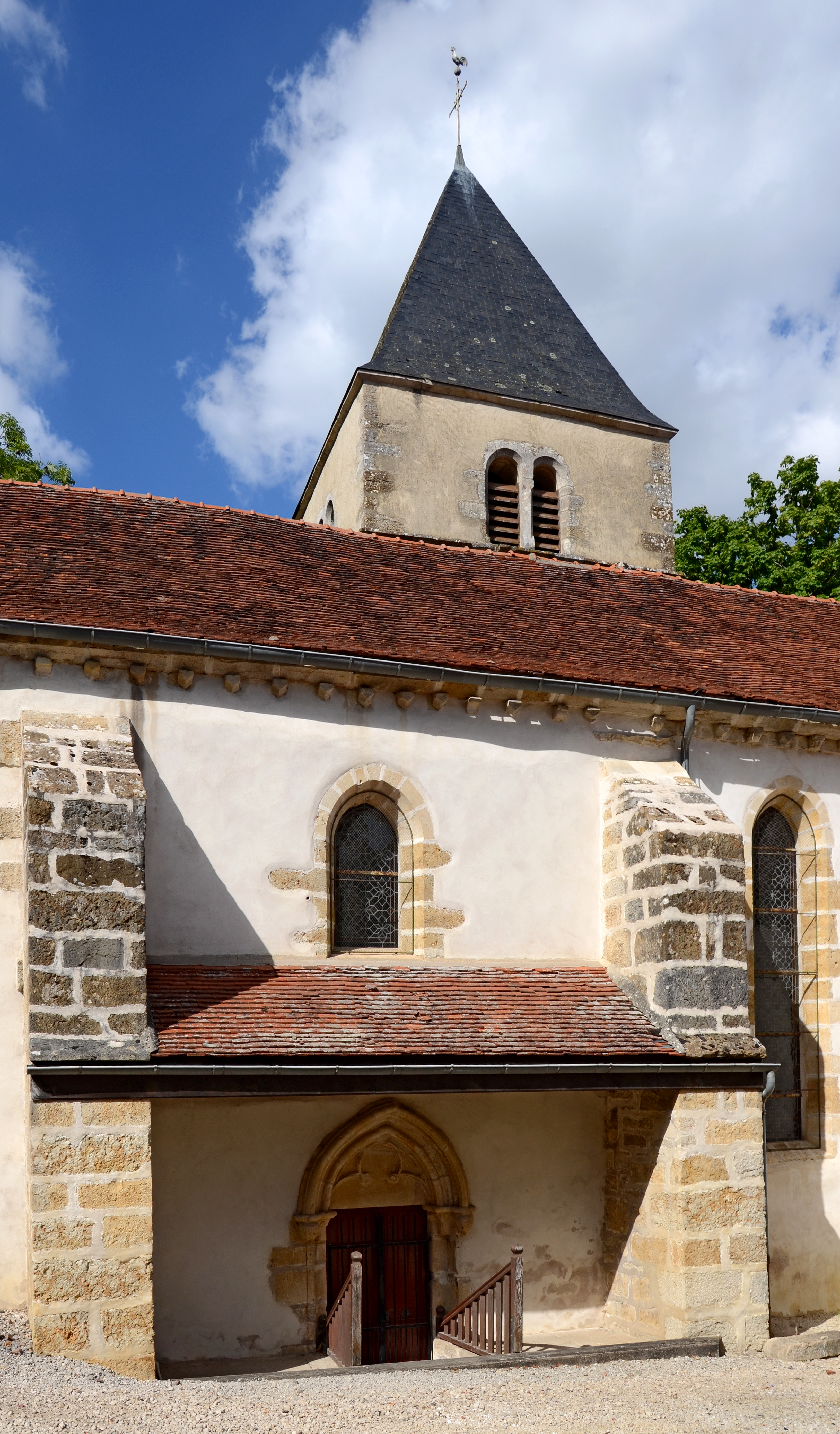
Kirche Saint-Jean-Évangéliste

- Kirche Saint-Jean-Évangéliste, seit 1925 ein Monument historique
- Musée de la Tuilerie de l’Auxois (Ziegeleimuseum)